# Middle East Broadcasting Center
Middle East Broadcasting Center (MBC) (مركز تلفزيون الشرق الأوسط) es un grupo de comunicación de Emiratos Árabes y Arabia Saudita que ejecutan una combinación de difusión gratuita de noticias y entretenimiento a través de los canales de satélite. Fue inaugurado el 18 de septiembre de 1991 como la Middle East Broadcasting Corporation, inicialmente transmitiendo desde Londres en el Reino Unido. Desde 2002, se traslada a su actual sede en Dubai Media City, en Dubái, Emiratos Árabes Unidos.

## Historia
MBC es el principal canal de televisión pan-árabe, noticias y entretenimiento,así como de radiodifusión. se inauguró en 1991 como el primer canal televisivo de propiedad privada e independiente de televisión por satélite en lengua árabe.
En su lanzamiento, se convirtió en el primer canal que creó un organismo de radiodifusión por satélite abierto las 24 horas del día a través de la red de televisión del mundo árabe. Hasta hoy ha mantenido de propiedad privada, manejada por un grupo de empresarios y los accionistas, incluido su presidente y CEO Jeque Ibrahim Al Waleed Bin Brahim. La lista de accionistas no ha sido verificada, aunque en general se considera que sólo la familia real saudita tiene suficiente capital para mantener la empresa a flote.
En los últimos quince años, MBC se ha ampliado en una plataforma multi-canal con una gama cada vez mayor de ofertas para un público muy diferente de las culturas locales. La vuelta al reloj de sus servicios también ha apelado a los expatriados de habla árabe y atrajo a la población árabe de alto perfil y a numerosos anunciantes y auspiciadores de empresas multinacionales y locales.
En su lanzamiento, MBC ofrece programas de entretenimiento que ya populares en el Oriente Medio, así como principio de clasificación de muestra de los mercados occidentales, en particular los Estados Unidos y Reino Unido. El noticiero a las 9:00 p. m. se convirtió en el más visto regularmente en el mundo árabe.
MBC se emite a través de la propiedad egipcia de los satélites Nilesat y Arabsat 101/102/103.
Hoy en día, MBC ofrece noticias y entretenimiento familiar de calidad a más de 150 millones de personas de habla árabe en todo el mundo.
En los últimos quince años, MBC se ha convertido en una plataforma multi-canal con una gama cada vez mayor de ofertas para la audiencia Panárabe de distintas culturas, gustos y necesidades. La sede de MBC se encuentra en Dubai Media City, en Dubái. La empresa cuenta con más de 1000 funcionarios en todo el mundo.
La primera estación en el grupo, MBC1 ha mantenido su posición de liderazgo en la región desde su lanzamiento. El canal ofrece entretenimiento árabe (Con una mezcla de casa en las producciones y una política de adquisiciones cuidadosamente) y contenido noticioso.
Inmediatamente después de su lanzamiento, el noticiero de las 9pm, con su amplia cobertura de noticias nacionales e internacionales, se convirtió en cita para ver una gran sección transversal del mundo de habla árabe. Incluso después de que el crecimiento posterior en la televisión árabe de noticias y medios de comunicación ,MBC lanzó su propia estación de noticias 24 horas: Al Arabiya, a las 9pm MBC Noticias sigue siendo un popular show de noticias de numerosos espectadores.
Basándose en el éxito de Noticias a las 9 p. m., y en respuesta a la necesidad de la audiencia árabe, Al Arabiya inició sus transmisiones en marzo del año 2003, las 24 horas del día se emite actualidad y noticias de la estación. En sólo unos meses, Al Arabiya creció hasta convertirse en una popular fuente de noticias e información entre los telespectadores árabes de la región y en el mundo, la estación ha evaluado entre el público pan-árabe de Oriente Medio.
MBC2 es el primer canal satelital abierto las 24 horas de películas en el mundo con películas de Hollywood y un conjunto de Películas B.
MBC3 fue uno de los primeros en difundir una programación dedicada exclusivamente a los niños.
El recientemente reordenado MBC4 está completamente dedicado la programación de series occidentales y telenovelas turcas para un público femenino,de programas de alta calidad a través de una variedad de géneros de televisión, incluida la comedia, los talk shows,el teatro y la telerrealidad.
El grupo de liderazgo de MBC exige una cartera integrada de servicios que llevó a lanzar O3 MBC como una unidad de producción de documentales especializados. Su labor ha sido reconocida en varios festivales de cine y televisión de Oriente Medio.
MEN (Noticias de Oriente Medio) es un proveedor de noticias e información que sirve a un creciente número de clientes, incluida la MBC, Al Arabiya, MBC-Fm y Panorama Fm. MEN también un número creciente de clientes externos, que se aprovechan de su red internacional de corresponsales

## Señales de MBC
Todos los canales satelitales de MBC son libres y gratuitos.

### MBC 1
Canal de entretenimiento a todo el mundo árabe. contiene series, películas, talk show,series cómicas, programas de concursos y religiosos.

### MBC 2
Es la primera señal satelital del mundo en ofrecer películas, que muestran una amplia gama de películas de Hollywood, algunos primer paso y una biblioteca de repetir pases. El canal emite todas las películas con su banda sonora original de inglés y subtítulos en árabe, ganando un poco de culto entre los oradores en inglés en Europa y EE.UU y las tropas estacionadas en el Oriente Medio que muestra una amplia gama de películas de Hollywood. así como una película para cada fin de semana. A veces se muestran los dibujos animados con subtítulos en árabe, mientras que otros se copian. Ofrece una amplia muestra de programación de la televisión de los EE. UU. CBS (concursos como programas de espectáculos como Scoop, The Insider).

### MBC 3
Es el canal infantil de la estación,varios de los dibujos animados de Disney Channel como Timón y Pumba y Kim Possible y en la mañana una muestra de caricaturas para niños preescolares de Playhouse Disney y otros dibujos animados y anime japonés como Yu-gi-oh!, Transformers, Cyborg 009 y Oban. También se transmiten animaciones americanas, británicas y francesas, como A.T.O.M, Las Aventuras de Jackie Chan, Las Tortugas Ninja,etc.

### MBC 4
Ofrece una amplia muestra de series de televisión occidentales, tales como The Nanny y Rachael Ray, series de ficción y comedia de EE.UU y Reino Unido y Hollywood, noticias de actualidad y programación de la televisión de los EE. UU. ABC y CBS (concursos como Wheel of Fortune y programas de espectáculos como Scoop, The Insider y Inside Edition). Uno de los programas más populares es el talk show de Oprah Winfrey y telenovelas de Turquía. recientemente, Noor, una telenovela turca doblada al dialecto sirio ha sido un tremendo éxito en Oriente Medio y obtuvo numerosos espectadores exhibe series como Power Rangers y Hollywood, algunos primer paso y una biblioteca de repetir pases. que muestra una amplia gama de películas de Hollywood. Las series de acción real están subtituladas en árabe. así como una película para cada fin de semana. A veces se muestran los subtítulos en árabe, mientras que otros se copian.

### MBC Action
Es un canal que muestra películas y series de televisión del género de Acción. Los programas están subtitulados en árabe. contiene series muy vistas como Lost, 24, Power Rangers, TNA Xplosion, Prison Break, Los 4400, y más ... Todas las 24 horas gratis de acción sin parar y Hollywood, algunos primer paso y una biblioteca de repetir pases. que muestra una amplia gama de películas de Hollywood. así como una película para cada fin de semana. A veces se muestran los subtítulos en árabe, mientras que otros se copian.

### MBC + Drama
Un canal de pago por visión (PPV) que se puede ver mediante la suscripción del servicio primario de Showtime Arabia.

### MBC Persia
Es un canal de películas, que muestra una amplia gama de películas de Hollywood. MBC Persia emite todas las películas con su banda sonora original en inglés con subtítulos en persa (para la población de Irán y los iraníes exiliados en Medio Oriente) así como una película para cada fin de semana. A veces se muestran los dibujos animados con subtítulos en árabe, mientras que otros se copian.

### Al Arabiya
Al Arabiya es un canal de televisión de noticias internacionales las 24 horas, inaugurado en 2003. Es el principal competidor de Al Jazeera.

### MBC Max
Un nuevo canal similar a MBC 2 que emite estrenos de cine más exigentes y por primera vez en televisión. MBC Max está destinado a una audiencia más amplia de películas, lo que limita el género y el contenido de las películas exhibidas. La mayoría de las películas que aparecen en MBC Max son comedias románticas, épicas, de animación y familiares, y Hollywood, también se transmiten filmes de acción y algunos dramas. Fue lanzado el 26 de octubre de 2008 a las 14:00 UTC. y Hollywood, algunos primer paso y una biblioteca de repetir pases. que muestra una amplia gama de películas de Hollywood. así como una película para cada fin de semana. A veces se muestran los dibujos animados con subtítulos en árabe, mientras que otros se copian. Ofrece una amplia muestra de programación de la televisión de los EE. UU. CBS (concursos como programas de espectáculos como Scoop, The Insider).

## Programas emitidos por MBC
- duae yawm du al hijja
- Sada el malaeb (programa de deportes)
- Scoop (programa de espectáculos)
- Style & Stars (programa de consejos de belleza)
- Kalam Nawaem (programa para mujeres)
- Sabah (matinal)
- The Biggest Loser (versión local)
- Green Apple

## Imagen corporativa
El logotipo de MBC consta de una "M" minúscula entrecortada en tres,una "B" minúscula y una "C" minúscula en forma de medialuna,aludiendo al símbolo del islam.
El logo de MBC en los años 90 era con diferentes colores en cada letra, la M de color anaranjado,la B de color azul y la C de color dorado.
En los inicios de la década del 2000 se empezó a adelgazar el logo con las M y C de color dorado anaranjado y manteniéndose la B de color azul.
En el 2005 se cambian los colores del logotipo en uno de color plateado, unificando las letras,En pantalla el logotipo de este canal es permanente.

## Censura y críticas
- En MBC2 se exhiben películas con escenas cortadas y/o censuradas debido a que la mayoría de la audiencia es musulmana. En concreto, son los contenidos que impliquen el uso indebido de drogas,el contenido sexual(escenas subidas de tono,besos en la boca,etc) y el lenguaje ofensivo,estos contenidos han sido modificados o editados tanto en imagen como en audio.
- También se emitió en MBC1 una versión editada al contexto árabe y musulmán de la popular serie "Los Simpson",esta vez llamado "Al Shamshoon" Los responsables de la TV árabe hicieron algunos cambios para asegurarse de que el programa sea un éxito a través del Medio Oriente. Infortunadamente, la respuesta ha sido poco alentadora, con muchos blogueros alegaron informando que la versión adaptada es una parodia.
- Gran polémica ha provocado una versión del reality show "Gran Hermano" para el mundo árabe, que ante las quejas de los grupos islamistas, lo calificaban de "indecente"
- Una telenovela turca llamada Noor (Lo emitió MBC4) batió récords de audiencia en todo Oriente Medio, desde la Franja de Gaza hasta Arabia Saudita, y se convirtió en todo un fenómeno social.a pesar del éxito,el Gran Muftí de Arabia Saudita, Abdul Aziz Al-Sheikh, ha emitido un edicto que prohíbe ver la telenovela, al considerar que atenta contra los valores musulmanes. También en los territorios Palestinos esta teleserie fue rechazada por el movimiento islámico Hamás. “La serie atenta contra nuestra religión, valores y tradiciones islámicas”, afirma Hamed Bitawim, diputado de la organización y predicador en una mezquita de Nablus. También el Gran Muftí de Baréin, Isa Qasim, la ha prohibido.